# بال تاشو

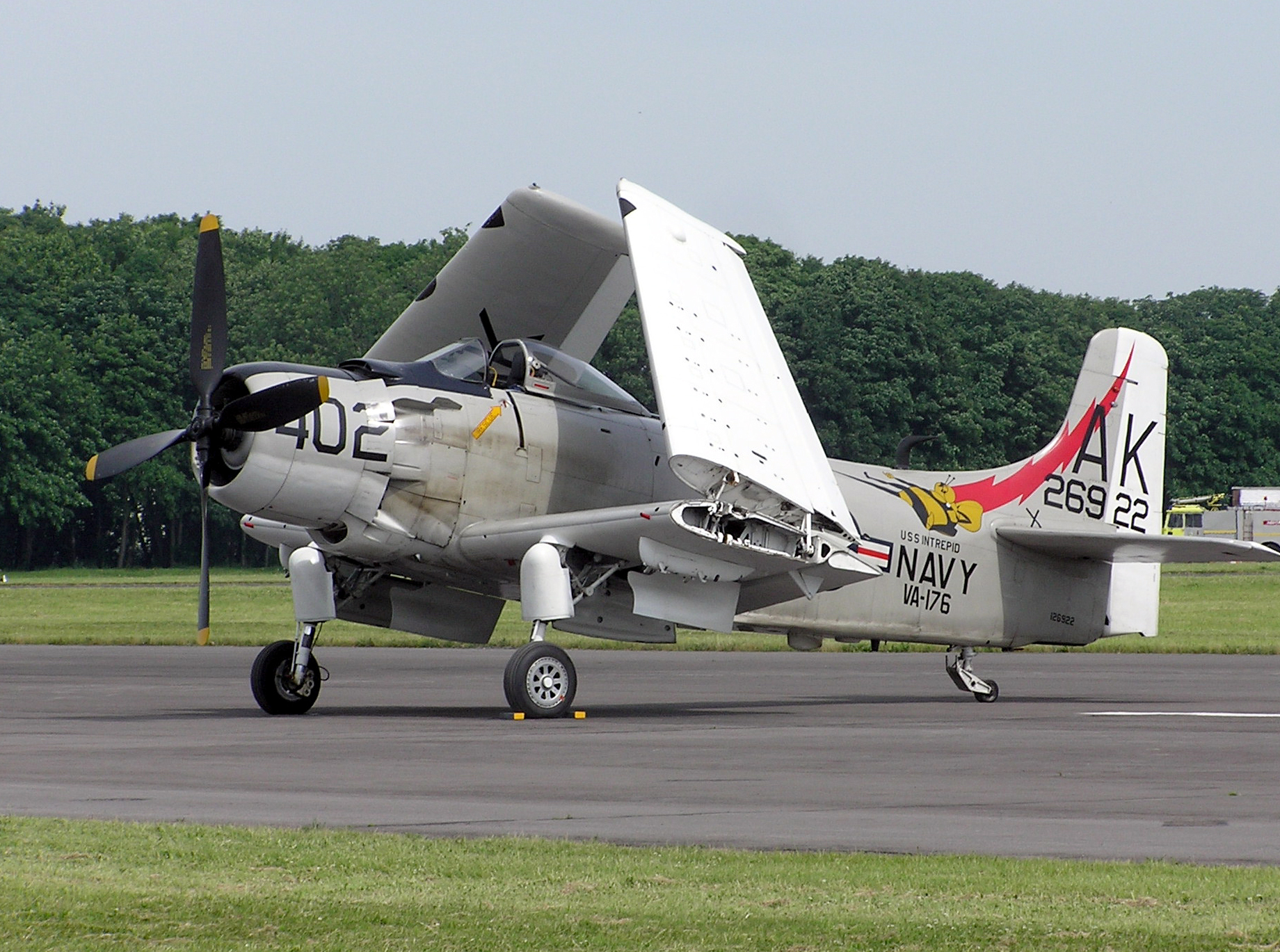
داگلاس ای-۱ اسکای‌ریدر

بال تاشو (انگلیسی: Folding wing) نوعی طراحی بال هواپیما است که در آن بخش‌هایی از بال‌ها قابلیت تا شدن به سمت عقب یا بالا را دارند. این ویژگی به منظور کاهش فضای اشغال شده توسط هواپیما در هنگام پارک کردن یا نگهداری در آشیانه‌ها، به ویژه در ناوهای هواپیمابر یا فضاهای محدود دیگر، طراحی شده است. بال‌های تاشو عموماً در هواپیماهای نظامی، به خصوص جنگنده‌های مستقر بر روی ناوهای هواپیمابر، و برخی هواپیماهای مسافربری کوچک‌تر که به فضای کمتری برای پارک نیاز دارند، مورد استفاده قرار می‌گیرند. 
با این حال، طراحی و ساخت بال‌های تاشو پیچیده‌تر و پرهزینه‌تر از بال‌های ثابت است، زیرا نیاز به سازوکارها و اتصالات محکم و قابل اعتمادی برای تا شدن و باز شدن بال‌ها دارد. همچنین، این سازوکارها می‌توانند وزن هواپیما را افزایش دهند و بر عملکرد آیرودینامیکی آن تأثیر بگذارند. 